# Rocazino
A Rocazino dán popzenei együttes, amely 1979 és 1988 között működött, 1982-től összesen hat nagylemezt adtak ki feloszlásukig. 2006-ban újra turnéra indultak, ám bejelentették, hogy új anyaggal nem állnak elő.

## Tagok
- Ulla Cold (ének)
- Jesper Winge Leisner (dalszerző, szövegíró, billentyűs)
- Bjarne G. Jespersen (zongora, szintetizátor)
- Michael Rasmussen (gitár)
- Helge Solberg (basszus)
- Jesper Bo (dob)

## Diszkográfia
- Rocazino (1982)
- Natsværmer (1984)
- Sukker (1984)
- Rocazino (1986)
- Lov at være sig selv (1987)
- Sejle med dig (1988)

## Fordítás
- Ez a szócikk részben vagy egészben  a   Rocazino című dán Wikipédia-szócikk fordításán alapul.  Az eredeti cikk szerkesztőit annak laptörténete sorolja fel. Ez a jelzés csupán a megfogalmazás eredetét és a szerzői jogokat jelzi, nem szolgál a cikkben szereplő információk forrásmegjelöléseként.